# Pygmalion Theater Wien

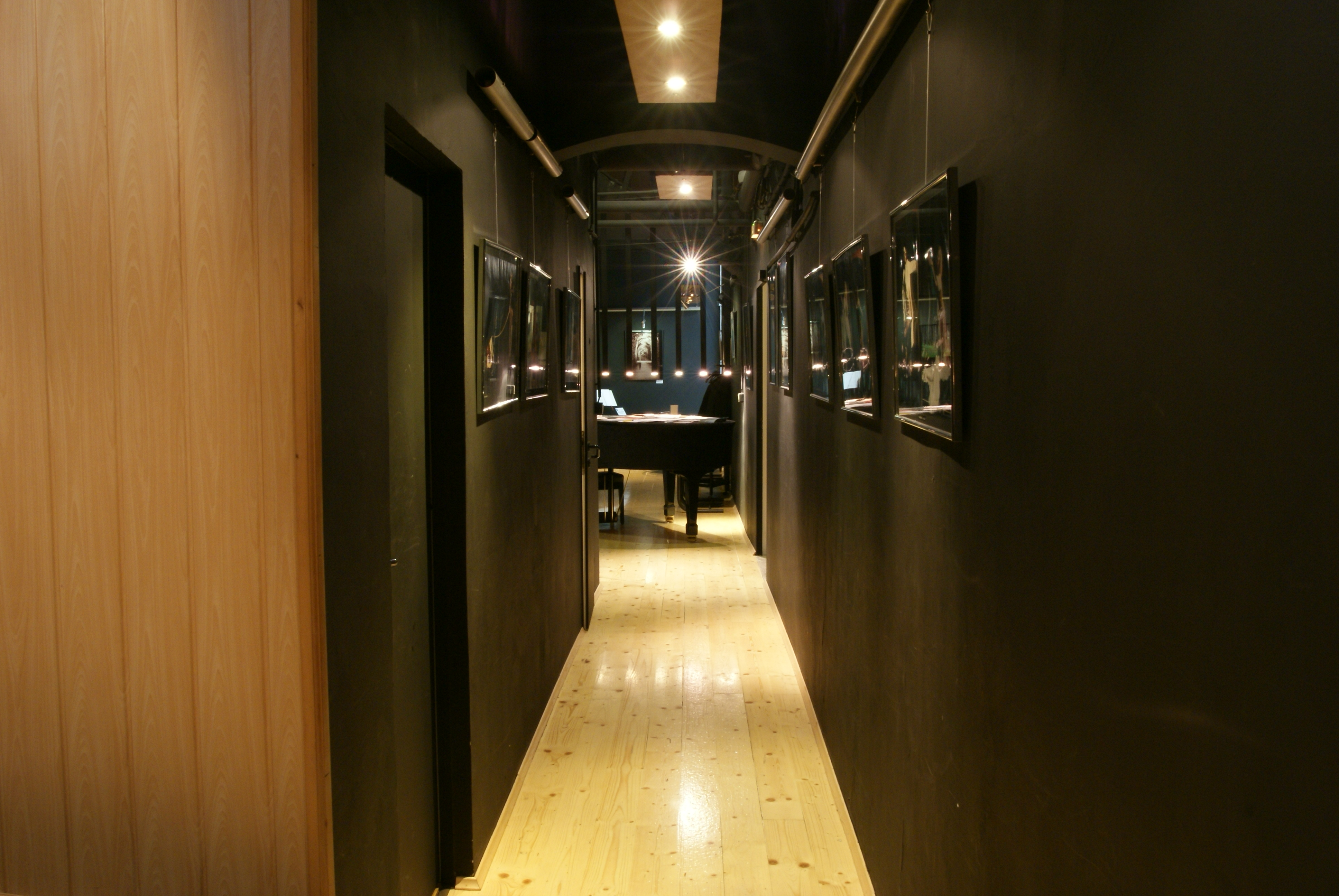
Ansicht zum Theaterfoyer

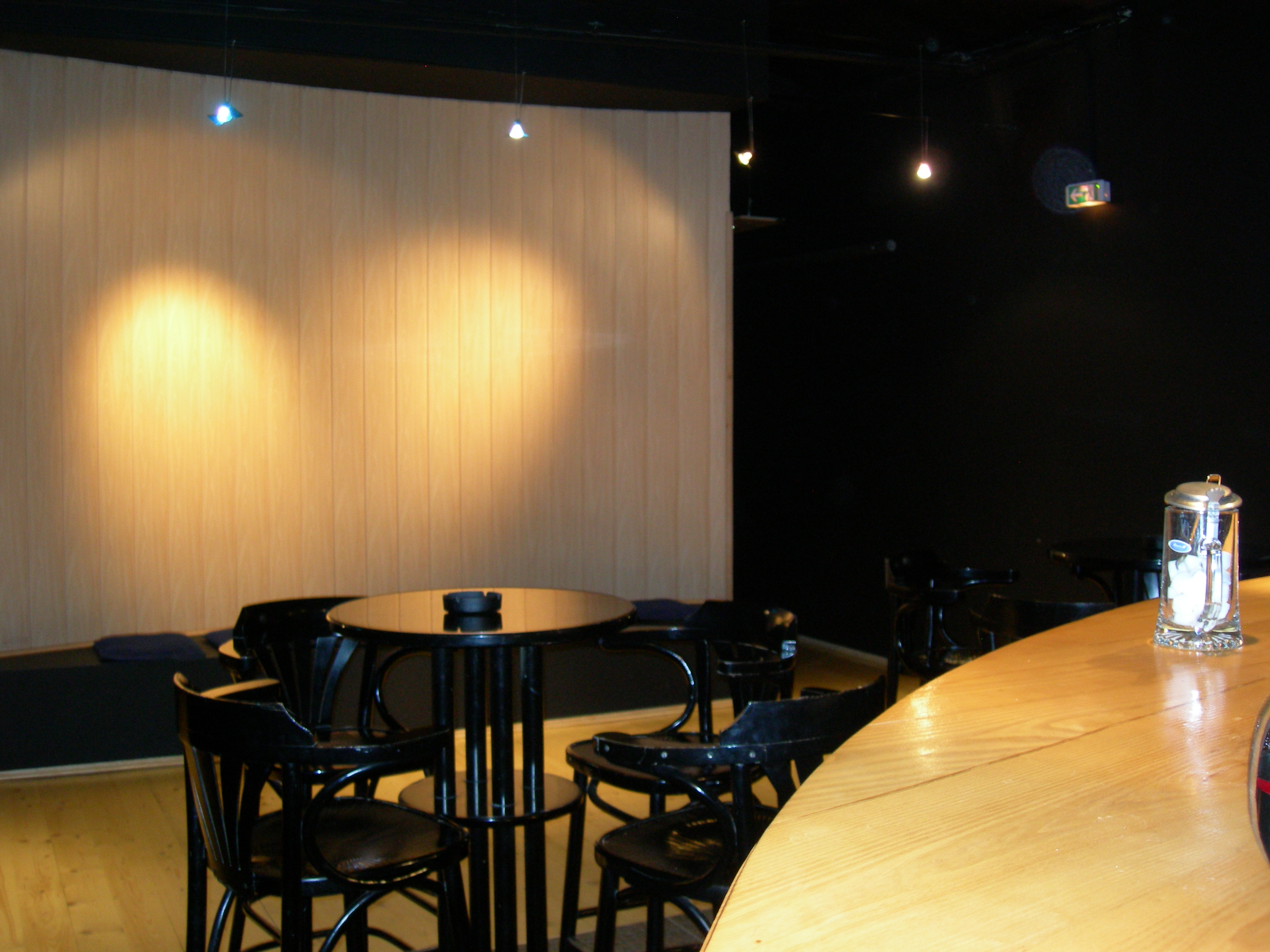
Der Barbereich

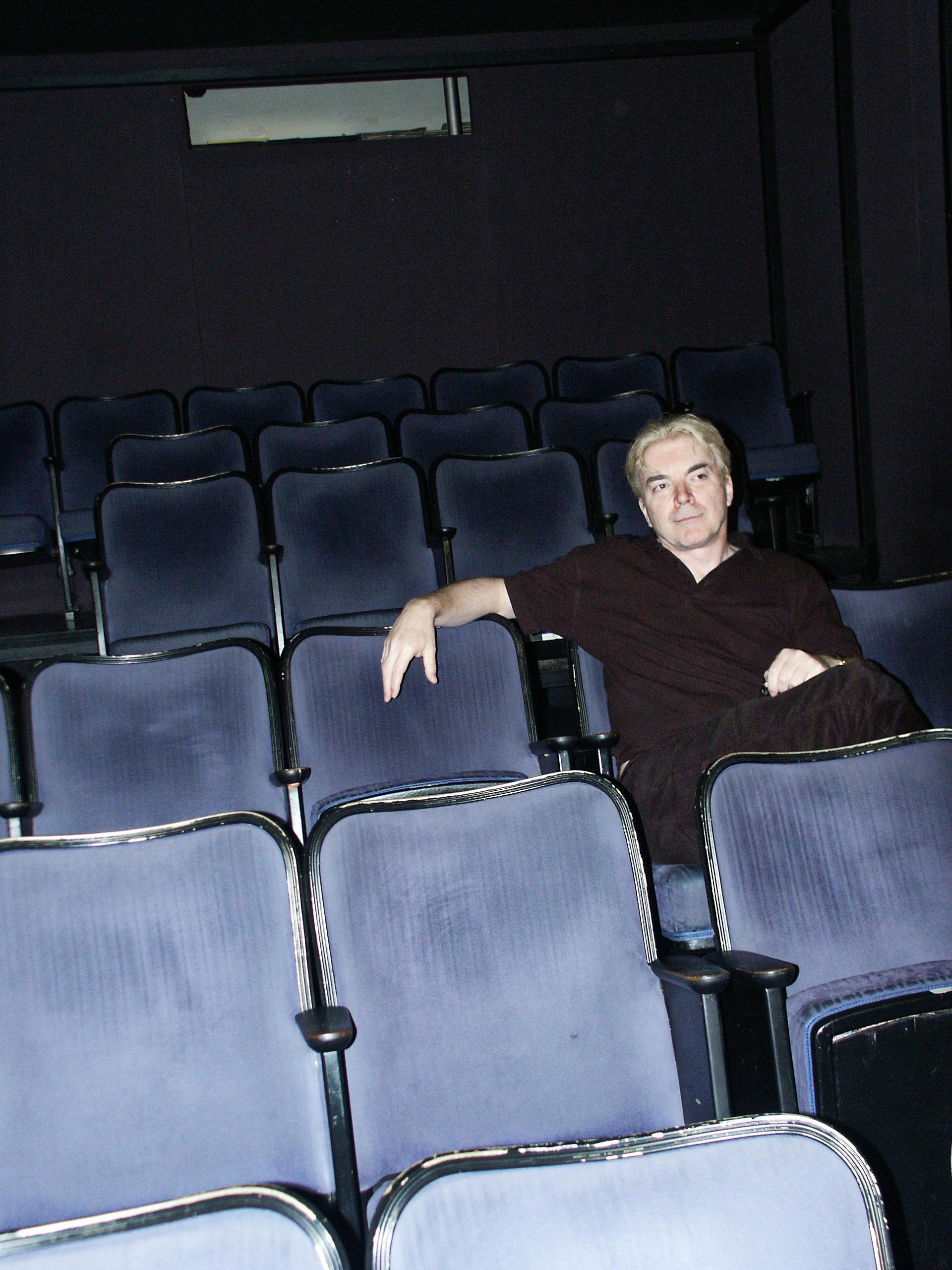
Der Prinzipal Geirun Tino im Saal des Pygmalion Theater Wien

Das Pygmalion Theater Wien ist ein österreichisches Privat- und Sprechtheater, welches im November 1995 von Geirun Tino gegründet wurde.

## Namensgebung und philosophisches Credo
Die Geschichte von Pygmalion, dem König von Zypern, der sich eine Marmorstatue anfertigen ließ und sich so sehr in sie verliebte, dass sogar die Götter gerührt waren und die kalte Steinfigur in ein lebendiges Wesen verwandelten, ist die Parabel, hinter der das künstlerische Credo des Hauses steht.
Den Weg der Galatea, vom rohen Marmorblock zum Brennpunkt der Emotionen, schließlich zum eigentlichen Leben selbst, diesen will der Prinzipal des Theaters, Geirun Tino, als Künstler auf der Bühne nachvollziehen und nachvollziehbar machen. Die Kunst ist nach seiner Auffassung nicht ein Imitat des Lebens, sondern das Leben selbst in seiner vollen Einheit und Komplexität: der einzige Lebensraum, der nicht virtuell, fragmentarisch oder stochastisch – wie der Alltag – erlebt wird, sondern jener Raum, in dem die Hauptkoordinaten des Lebens
- die Handlungsebene
- die emotionale Ebene
- die geistige Ebene

beständig sich in eine bewusste und kontrollierbare Form verbinden und einen energetischen Raum schaffen, der als einheitliche Realität (Kunst) wahrgenommen und bezeichnet wird.
Diese Momente zu erschaffen, ist das Ziel des Pygmalion Theaters, und all seine Ressourcen sind darauf gerichtet.

## Ästhetisches Credo
Gesucht wird eine reine, puristische Kunstform.
Jede Kunst hat das Recht und die Pflicht, seine ureigensten Ausdrucksmittel zu besitzen und zu entwickeln. Am Pygmalion Theater wird der Theaterraum daher nicht als synergetischer Raum aller Kunstformen gesehen, und es erfolgt die bewusste Entscheidung gegen den Import anderer Formen der Kunst in das Instrumentarium des Theaters hinein.
Das Kernelement des Theaters wird gesucht. Im Kunstverständnis des Hauses bedeutet Theater nicht Text, nicht Bewegung, nicht plastische Erscheinung, nicht Effekt und nicht Musik; Theater soll voll und ganz bestimmt sein von der Reaktion des Schauspielers als dem ureigensten Mittel dieser Kunstform. Aus diesem Baustein nur wird die theatralische Architektur aus Bildern, Metaphern und Spannung gebildet. Alle anderen Künste dienen hierbei als Hilfsmittel, denen keine selbständige Aussagekraft zukommt.
Dadurch separiert sich der Theaterweg des Pygmalion Theaters vom heutigen Trend des multimedialen oder interaktiven Theaters und hat den Anspruch, nur und ausschließlich mit seinen eigenen Mitteln die szenische Spannung zu erzeugen. Der Erforschung dieses Instrumentariums, das einzig dem Schauspieler zu eigen ist, dient die gesamte Recherche. Dieses spezifische Mittel seiner Kunst wurde in letzter Zeit allseits zugunsten interdisziplinärer Verschmelzungen grob vernachlässigt. Hier wird hingegen die Entstehung eines metaphysischen Zeichens aus der Gestik des Alltags erforscht. Jede Geste wird mit Emotionen angereichert, bis sie gleichsam als metaphysisches Zeichen explodiert. Diese Art der Schauspielkunst hat ihre Wurzeln in der Commedia dell’arte, wurde unter Meyerhold weiterentwickelt und in der jüngeren Geschichte durch Living Theatre und Größen wie Grotowski oder Mnouchkine perfektioniert.
Souffliert wird am Pygmalion Theater nicht.

### Raum/Bühnenbild
Der Ort des Theatergeschehens ist der Raum an sich, leer, rein, ohne Attribute. Die wenigen Objekte, Zeugen des Alltags, sind nicht als Symbole oder metaphorische Elemente zu gebrauchen. Sie werden mit Bedeutung und Emotion vom Spiel der Schauspieler neu eingekleidet und werden dadurch die Eigenschaften der gespielten Situation übernehmen. Sie sind vielmehr die Materialisierung der gestörten Relationen, die das Spannungsfeld des Bühnengeschehens aufbauen. Unmöglich sind in diesem Zusammenhang moderne Moden wie etwa Videoprojektionen auf der Bühne, die, im engeren Sinn betrachtet, eine technisch komplexere Variante des gemalten Bühnenhintergrundes (wie sie bei einem der vielen typischen Bauernschwänke üblich sind) darstellen. Daher ist am Pygmalion Theater das einzige autarke Element auf der Bühne der Schauspieler selbst.
Das Theater ist ein Fokus. Was auf 100 m² gesagt wird, kann auch auf 10 m² gesagt werden. Das Wort hierfür ist Minimalismus. Das  Bühnenbild soll nicht in einer illustrativen, symbolischen, metaphorischen oder anderen autarken Form gestaltet werden. Es soll nur durch die Aktion des Schauspielers Sinn und Bedeutung gewinnen.

### Licht
Der Bühnenraum des Pygmalion Theaters ist in Schwarz gehalten. Entsprechend dieser Ästhetik wird das Prinzip der indirekten Beleuchtung als wichtiger Bestandteil des Bühnenlichts erforscht. Die Gegenstände werfen Licht auf die Protagonisten und tragen so zur Manifestation der Relationen bei. Das Licht trägt vital zur Gesamtaussage bei, seine Gestaltungsmöglichkeiten sind mannigfaltig, es dient jedoch nicht zur Schaffung von Stimmungen, Atmosphäre oder Effekten.

### Musik
Im Sinne des oben Gesagten ist auch der Musikgebrauch zu verstehen. Das Geräusch wird zum gestalteten Klang, zuletzt auch zur Musik. Das Klappern einfacher Alltagsgegenstände etwa (wie z. B. die Löffel der Suppenesser in der Adaption von Kafkas Das Schloss) kann einer Szene hochgradig musikalische Qualitäten verleihen. Untermalungsmusik im landläufigen Sinne wird vermieden. Die Musik soll ein karges Element sein: Es erzielt keine selbstständige Wirkung, trifft keine autarke Aussage.

### Kostüme
Nicht durch die Kostüme soll eine bestimmte Epoche festgemacht werden. Das Kostüm soll einzig und allein dazu dienen, dem Schauspieler eine konfliktuelle Situation zu verschaffen. Als generelle Veranschaulichung dieses Prinzips mag man die berühmten, viel zu weiten Hosen von Charlie Chaplins Figur des Tramp heranziehen.

### Dramaturgie
In der Dramaturgie, wie in der Auswahl der Stoffe, beschreitet das Pygmalion Theater den Weg des Aufbrechens literarischer Strukturen. Verstärkt findet die Dramatisierung bühnenfremder Stoffe Zuwendung. Werke wie Kafkas Romane (Amerika, Die Verwandlung, Das Schloss, Der Prozess und Ein Bericht für eine Akademie), die Märchen der Gebrüder Grimm, vermischt mit den Schriften Sigmund Freuds, Die Schachnovelle von Stefan Zweig oder Der Spieler von Fjodor Dostojewski etwa. Die Auswahl der Dramaturgie muss nicht in der literarischen, sprachlichen Qualität eines Werkes (das Theater ist nicht Literatur) liegen, auch nicht in der erzählerischen Begabung des Autors (die Aufführungen sind vorwiegend Analysen), sondern soll Grenzenerfahrungen darstellen.

## Programmatisches Credo
Bei der Auswahl der zu spielenden Stücke verfolgt das Pygmalion Theater einen stringenten Gedanken: dem Mythos der Gegenwart auf die Spur zu kommen.
Kern jedes Mythos ist gemäß der Interpretation des Hauses stets eine gestörte Relation, sei es nun eine solche im Verkehr mit der Umwelt, mit der göttlichen Instanz oder des Menschen mit sich selbst. Es gilt, jeweils einen spezifischen Gegenstand eingehender Betrachtung oder Untersuchung mit den Mitteln des Schauspielers zu unterziehen, wobei diese Gegenstände allesamt eines gemeinsam haben. Sie handeln vom ursächlichen künstlerischen Moment: eben der gestörten Relation.
Verschiedene Umfelder (das politische, das soziale, das religiöse und das familiäre) als Brutstätten aufkeimender Mythen werden analysiert; jeden dieser Aspekte, zugleich jene Literaten oder Schöpfer, die mit dem Mythos in enger Verbindung stehen, zu würdigen, ist die Aufgabe, die sich das Pygmalion Theater bei der Erstellung des Programmzettels stellt.

## Lage und Größe
Das Pygmalion Theater liegt sehr zentral in der Alser Straße 43 im Bezirk Josefstadt, unweit der Inneren Stadt und in unmittelbarer Nähe des Campus der Universität Wien. Es verfügt über 40 Plätze.